# Ruokolahti
Ruokolahti (Sueco: Ruokolax) es un municipio de Finlandia.
Se localiza en el sureste de Finlandia y es parte de la región de Karelia del Sur. Ruokolahti cubre un área de 1,219.90 km² de los cuales el 23% es agua.
El municipio tiene una población de 3,590 (junio de 2015), pero la población se duplica en verano, ya que los turistas ocupan las 3.000 casas de verano en la región
Ruokolahti es especialmente conocida por su belleza natural. En el oeste se encuentra el resplandeciente Lago Saimaa y en el este hay cientos de lagos más pequeños. La gran cordillera Salpausselkä se ubica alrededor de la zona. También es la ciudad en la que el famoso francotirador Simo Häyhä, considerado como uno de los más grandes de todos los tiempos, pasó los últimos años de vida.

## Galería

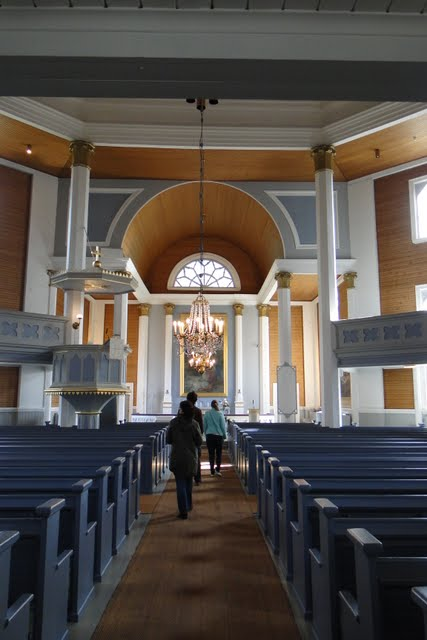
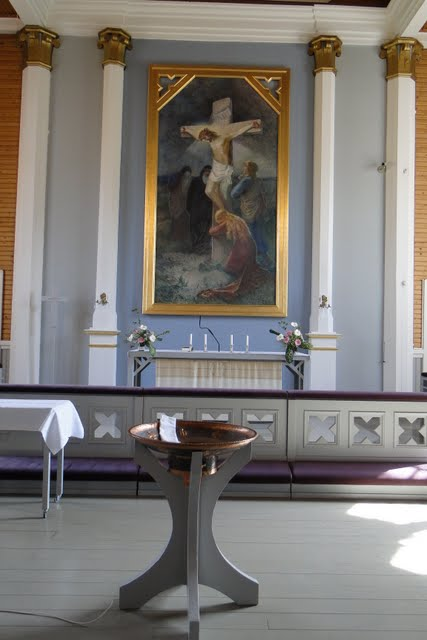
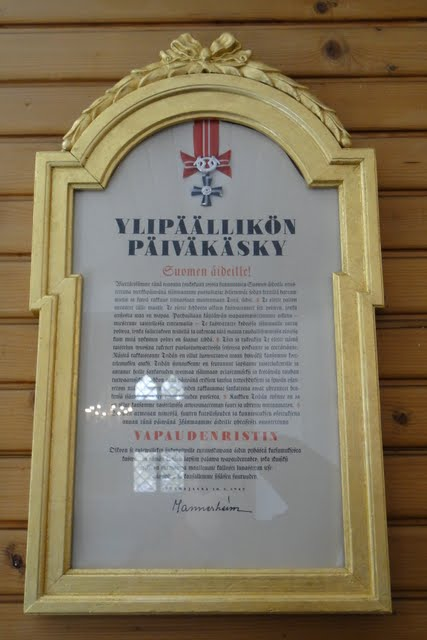
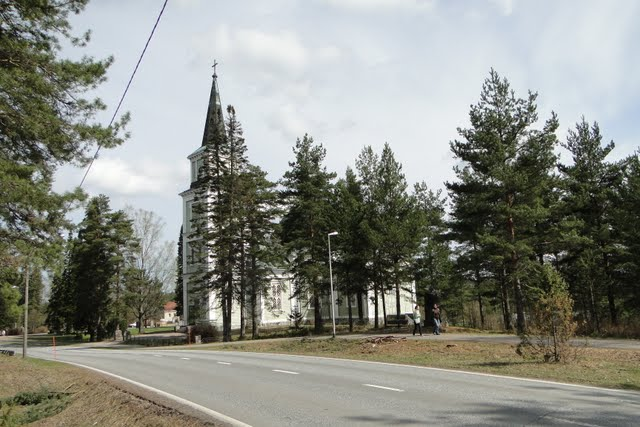
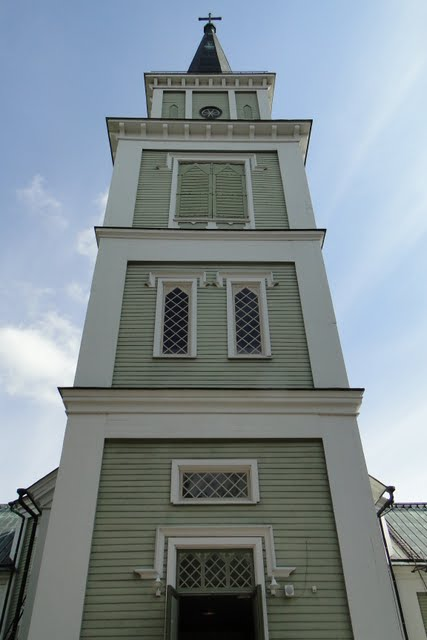